# Чемпионат Европы по футболу 2023 среди юношей до 19 лет
Чемпионат Европы по футболу 2023 среди юношей до 19 лет (мальт. Kampjonat Ewropew 2023 ta' Taħt id-19-il; англ. 2023 UEFA European Under-19 Championship) — 20-й розыгрыш чемпионата Европы по футболу среди юношей до 19 лет (и 70-й розыгрыш турнира с учётом юниорских турниров ФИФА, УЕФА и юношеского чемпионата Европы до 18 лет). Турнир проходил на Мальте с 3 по 16 июля 2023 года. В нём приняли участие восемь сборных, состоящих из игроков, родившихся не раньше 1 января 2004 года. Победителем турнира стала сборная Италии.

## Квалификация

### Квалифицировались в финальную стадию
Следующие команды вышли в финальную стадию турнира.
| Команда    | Метод квалификации          | Участие | Последнее участие     | Лучший результат                                         |
| ---------- | --------------------------- | ------- | --------------------- | -------------------------------------------------------- |
| Мальта     | Хозяева                     | 1-е     | дебют                 | дебют                                                    |
| Норвегия   | Победитель элитной группы 1 | 6-е     | 2019 (групповой этап) | Групповой этап (2002, 2003, 2005, 2018, 2019)            |
| Италия     | Победитель элитной группы 2 | 9-е     | 2022 (полуфинал)      | Чемпион (2003)                                           |
| Испания    | Победитель элитной группы 3 | 13-е    | 2019 (чемпион)        | Чемпион (2002, 2004, 2006, 2007, 2011, 2012, 2015, 2019) |
| Португалия | Победитель элитной группы 4 | 12-е    | 2019 (2-е место)      | Чемпион (2018)                                           |
| Греция     | Победитель элитной группы 5 | 7-е     | 2015 (полуфинал)      | 2-е место (2007, 2012)                                   |
| Польша     | Победитель элитной группы 6 | 3-е     | 2006 (групповой этап) | Групповой этап (2004, 2006)                              |
| Исландия   | Победитель элитной группы 7 | 1-е     | дебют                 | дебют                                                    |

## Стадионы
Согласно сайту УЕФА:
| Та-Кали                                        | Та-Кали                         | Паола                                   |
| ---------------------------------------------- | ------------------------------- | --------------------------------------- |
| Национальный стадион                           | Сенченери                       | Тони Беццина                            |
| Вместимость: 16 997                            | Вместимость: 3000               | Вместимость: 2968                       |
| (три матча группового этапа, полуфинал, финал) | (четыре матча группового этапа) | (три матча группового этапа, полуфинал) |
|                                                |                                 |                                         |
| Шеукия                                         | Та-Кали Паола Шеукия            | Та-Кали Паола Шеукия                    |
| Гоцо                                           | Та-Кали Паола Шеукия            | Та-Кали Паола Шеукия                    |
| Вместимость: 1644                              | Та-Кали Паола Шеукия            | Та-Кали Паола Шеукия                    |
| (два матча группового этапа)                   | Та-Кали Паола Шеукия            | Та-Кали Паола Шеукия                    |
|                                                | Та-Кали Паола Шеукия            | Та-Кали Паола Шеукия                    |

## Групповой этап
В каждой из двух групп приняли участие четыре команды. Команды, занявшие первое и второе место, вышли в полуфинал.
Жеребьёвка финального турнира прошла 19 апреля 2023 года в 13:00 по центральноевропейскому времени (CET) в Валлетте в театре Маноэль.
| Критерии классификации команд на групповом этапе |
| --- |
| На групповом этапе команды ранжируются по следующим показателям: 1. очки, набранные во всех матчах группового этапа; 2. очки, набранные в очных встречах между командами с равным количеством очков; 3. разница голов в очных встречах между командами с равенством предыдущих показателей; 4. голы, забитые в очных встречах между командами с равенством предыдущих показателей; 5. разница голов во всех групповых матчах; 6. голы, забитые во всех групповых матчах; 7. послематчевые пенальти (только если у двух команд есть равенство по вышеуказанным показателям и они встречаются в последнем раунде группового этапа); 8. дисциплинарные показатели - жёлтая карточка: −1 очко; - непрямая красная карточка (вторая жёлтая карточка): −3 очка; - прямая красная карточка: −3 очка; 9. коэффициенты УЕФА, которые использовались при жеребьёвке отборочного раунда; 10. жребий. |

### Группа A
| Поз | Команда    | И | В | Н | П | МЗ | МП | РМ | О | Квалификация     |
| --- | ---------- | - | - | - | - | -- | -- | -- | - | ---------------- |
| 1   | Португалия | 3 | 3 | 0 | 0 | 9  | 2  | +7 | 9 | Выход в плей-офф |
| 2   | Италия     | 3 | 1 | 1 | 1 | 6  | 6  | 0  | 4 | Выход в плей-офф |
| 3   | Польша     | 3 | 1 | 1 | 1 | 3  | 3  | 0  | 4 |                  |
| 4   | Мальта (Х) | 3 | 0 | 0 | 3 | 1  | 8  | −7 | 0 |                  |

| Польша | 0:2     | Португалия                |
| ------ | ------- | ------------------------- |
|        | (отчёт) | - Браш 4′ - У. Феликс 60′ |

| Мальта | 0:4     | Италия                                                                        |
| ------ | ------- | ----------------------------------------------------------------------------- |
|        | (отчёт) | - Ндур 19′ (пен.) - Эспозито 32′ (пен.) - Д’Андреа 47′ - Виньято 90+2′ (пен.) |

| Португалия                                                               | 5:1     | Италия    |
| ------------------------------------------------------------------------ | ------- | --------- |
| - Р. Рибейру 35′ - Са 57′ - Браш 68′ - У. Феликс 89′ - Вашконселуш 90+1′ | (отчёт) | Липани 6′ |

| Мальта | 0:2     | Польша                     |
| ------ | ------- | -------------------------- |
|        | (отчёт) | - Стжалек 59′ - Пенько 82′ |

| Португалия                  | 2:1     | Мальта   |
| --------------------------- | ------- | -------- |
| - Фале 8′ - Вашконселуш 75′ | (отчёт) | Тума 72′ |

| Италия     | 1:1     | Польша       |
| ---------- | ------- | ------------ |
| - Хаса 34′ | (отчёт) | - Стжалек 8′ |

### Группа B
| Поз | Команда  | И | В | Н | П | МЗ | МП | РМ | О | Квалификация     |
| --- | -------- | - | - | - | - | -- | -- | -- | - | ---------------- |
| 1   | Испания  | 3 | 2 | 1 | 0 | 7  | 1  | +6 | 7 | Выход в плей-офф |
| 2   | Норвегия | 3 | 1 | 2 | 0 | 6  | 5  | +1 | 5 | Выход в плей-офф |
| 3   | Исландия | 3 | 0 | 2 | 1 | 2  | 3  | −1 | 2 |                  |
| 4   | Греция   | 3 | 0 | 1 | 2 | 4  | 10 | −6 | 1 |                  |

| Норвегия                                                      | 5:4     | Греция                                                   |
| ------------------------------------------------------------- | ------- | -------------------------------------------------------- |
| - Роалдсёй 6′ - Эдегор 15′, 44′ - Флатакер 18′ - Скогволд 36′ | (отчёт) | - Цимас 51′, 81′ - Ставропулос 32′ - Калогеропулос 90+5′ |

| Исландия           | 1:2     | Испания                         |
| ------------------ | ------- | ------------------------------- |
| Торстейнссон 90+1′ | (отчёт) | - Барбера 16′ - Гасёровский 47′ |

| Греция | 0:5     | Испания                                                      |
| ------ | ------- | ------------------------------------------------------------ |
|        | (отчёт) | - Барбера 11′, 45+1′ - Анхель 14′ - Паласиос 17′ - Касас 57′ |

| Исландия           | 1:1     | Норвегия              |
| ------------------ | ------- | --------------------- |
| - Гвюдмюндссон 89′ | (отчёт) | - Роалдсёй 65′ (пен.) |

| Греция | 0:0     | Исландия |
| ------ | ------- | -------- |
|        | (отчёт) |          |

| Испания | 0:0     | Норвегия |
| ------- | ------- | -------- |
|         | (отчёт) |          |

## Плей-офф
|  | Полуфиналы        | Полуфиналы |                   |   | Финал | Финал |
|  |                   |            |                   |   |       |       |
|  | 13 июля — Паола   |            |                   |   |       |       |
|  |                   |            |                   |   |       |       |
|  | Португалия        | 5          |                   |   |       |       |
|  | Португалия        | 5          | 16 июля — Та-Кали |   |       |       |
|  | Норвегия          | 0          |                   |   |       |       |
|  | Норвегия          | 0          | Португалия        | 0 |       |       |
|  | 13 июля — Та-Кали |            | Португалия        | 0 |       |       |
|  |                   | Италия     | 1                 |   |       |       |
|  | Испания           | Италия     | 1                 | 2 |       |       |
|  | Испания           |            |                   | 2 |       |       |
|  | Италия            | 3          |                   |   |       |       |
|  | Италия            | 3          |                   |   |       |       |

### Полуфиналы
| Португалия                                                        | 5:0     | Норвегия |
| ----------------------------------------------------------------- | ------- | -------- |
| - Са 4′ - У. Феликс 17′ (пен.) - Р. Рибейру 31′, 66′ - Боржеш 69′ | (отчёт) |          |

| Испания                         | 2:3     | Италия                                   |
| ------------------------------- | ------- | ---------------------------------------- |
| - Барбера 58′ - Гасёровский 74′ | (отчёт) | - Виньято 52′ - Пизилли 66′ - Липани 85′ |

### Финал
| Португалия | 0:1     | Италия       |
| ---------- | ------- | ------------ |
|            | (отчёт) | - Кайоде 19′ |

## Бомбардиры
Примечание: В скобках указано, сколько голов из общего числа забито с пенальти.
4 гола
- Виктор Барбера

3 гола
- Родригу Рибейру
- Угу Феликс (1)

2 гола
| - Стефанос Цимас - Ярек Гасёровский - Самуэле Виньято (1) - Лука Липани - Алванне Роалдсёй (1) | - Никлас Эдегор - Игор Стжалек - Габи Браш - Жуан Вашконселуш - Гуштаву Са |

1 гол
| - Алексиос Калогеропулос - Христос Ставропулос - Эггерт Арон Гвюдмюндссон - Аугуст Орри Торстейнссон - Мануэль Анхель - Арнау Касас - Сесар Паласиос | - Лука Д’Андреа - Майкл Кайоде - Шер Ндур (1) - Луис Хаса - Франческо Пио Эспозито (1) - Басил Тума - Хенрик Скогвольд | - Эрик Флатакер - Томаш Пенько - Карлуш Боржеш - Никколо Пизилли |

## Команда турнира
Группа технических наблюдателей УЕФА объявила команду турнира:
| Вратарь                      | Защитники                                                                                            | Полузащитники                                                        | Нападающий                                                                  |
| ---------------------------- | --- | -------------------------------------------------------------------- | --------------------------------------------------------------------------- |
| - Португалия Гонсалу Рибейру | - Италия Филиппо Миссори - Италия Алессандро Деллавалле - Португалия Габи Браш - Испания Алекс Валье | - Норвегия Никлас Эдегор - Испания Сесар Паласиос - Италия Луис Хаса | - Португалия Угу Феликс - Испания Виктор Барбера - Португалия Карлуш Боржеш |